# Xian de Pan
Pour les articles homonymes, voir Pan (homonymie).
Le xian de Pan (盘县 ; pinyin : Pán Xiàn) est un district administratif de la province du Guizhou en Chine. Il est placé sous la juridiction de la ville-préfecture de Liupanshui.

## Démographie
La population du district était de 1 076 028 habitants en 1999.